# Црквина (острво)
Црквина је ненасељено острвце у Елафитима у хрватском делу Јадранског мора у близини Дубровника. Црквина лежи између Тајана на северу и Јакљана на западу, од којег је удаљен 1 км.
Његова површина износи 0,1 км², а дужина обалне линије 1,5 км. Највиши врх на острву је висок 71 метар.